# Ögonvägstekel
Ögonvägstekel (Arachnospila anceps) är en stekelart som först beskrevs av Wesmael 1851.  Ögonvägstekel ingår i släktet Arachnospila, och familjen vägsteklar. Arten är reproducerande i Sverige.